# Zingiber anamalayanum
Zingiber anamalayanum är en enhjärtbladig växtart som beskrevs av Sujanapal och Sasidh. Zingiber anamalayanum ingår i släktet Zingiber och familjen Zingiberaceae. Inga underarter finns listade i Catalogue of Life.